# Tessy María López Goerne
Tessy María López Goerne (Guanajuato, México, 22 de octubre de 1961) es una fisicoquímica, catedrática, investigadora, académica y divulgadora mexicana. Se ha especializado en los campos de la nanotecnología y nanomedicina, además de ser pionera en nanomedicina catalítica. Dirige los Laboratorios de Nanotecnología y Nanomedicina. en la Universidad Autónoma Metropolitana plantel Xochimilco (UAM-X) y en el Instituto Nacional de Neurología y Neurocirugía “Manuel Velasco Suárez".

## Estudios
Realizó estudios de Licenciatura en Fisicoquímica, Maestría en Estado Sólido y Doctorado en Ciencia de Materiales en la Universidad Autónoma Metropolitana plantel Iztapalapa (UAM-I). Desde 1982 ha sido profesora investigadora en su alma mater.[cita requerida]

## Investigadora y académica
Se ha desempeñado como investigadora en los campos de: fotodinámica molecular, fotocatálisis y bionanomateriales, materiales y reservorios nanoestructurados para liberación controlada de fármacos, y es pionera en nanomedicina catalítica. Fue profesora investigadora en la Universidad de Tulane (Nueva Orleans, Estados Unidos).
Se desempeña como profesora investigadora en la Universidad Autónoma Metropolitana y como profesora investigadora titular en el Instituto Nacional de Neurología y Neurocirugía “Manuel Velasco Suárez”, en convenio con la UAM. Es investigadora nivel III del Sistema Nacional de Investigadores desde 1998.

## Premios y distinciones
- Premio Weizmann a la tesis doctoral “Proceso Sol-gel” (Instituto Weizmann de Israel y Academia Mexicana de Ciencias, 1991)[5]
- Premio Nacional de ciencia y tecnología de la Juventud “Presea Marcos Moshinsky", otorgado en México por la Secretaría de Educación Pública (1991).[cita requerida]
- Premio Nacional de la Academia de la Investigación Científica (1993)[6]
- Premio "Manuel Noriega Morales" en el área de Ciencias Exactas (Organización de Estados Americanos, 1993)[7]
- Premio Unesco “Javed Husain" en su cola Ciencias (1995)[cita requerida]
- Premio Zazil-Avon Ciencia y Cultura (Avon Cosmetics, 1997)[cita requerida]
- Nivel III del Sistema Nacional de Investigadores (Conacyt, 1998, a la fecha)[8]
- Presidenta fundadora de la Sociedad Sol-Gel Science and Technology Society – México (2002-a la fecha)[cita requerida]
- Cuerpo Académico Consolidado (SEP 2005 - a la fecha)[9]
- Premio de la Cámara Nacional de la Industria Farmacéutica (Canifarma, 2006)[10]
- Reconocida en la reunión del Council for Parity Democracy, Reino Unido: “270 Women active in Nobel Prize Fields” como una de las cuatro mujeres que podrían recibir el Premio Nobel de Química.[11] Del foro se emitió la carta núm. 103 “Extract from the writer's 900 Birthdays of Distinguished Living Women”.
- Premio Scopus 2009[12]
- Miembro del consejo editorial en activo[13]

## Obras publicadas
Ha escrito más de 200 artículos de investigación en revistas indexadas bajo el estándar del ISI, así como trabajos de divulgación científica en diversos medios de comunicación. Ha escrito dos libros de investigación. Entre sus publicaciones, destacan:

### Artículos científicos
- FTIR and UV-Vis (Diffuse Reflectance) spectroscopic characterization of TiO2 Sol-Gel. T. Lopez*, E. Sánchez, P. Bosch, Y. Meas, and R. Gómez. Materials Chemistry and Physics, 32 (1992), 141-152.
- Surface acidity of sulfated TiO2-SiO2. J. Navarrete, T. Lopez*, R. Gómez and F. Figueras. Langmuir, 1996, 12, 4385-4390.
- A nanostructured titania bioceramic implantable device capable of drug delivery to the temporal lobe of the brain. T. Lopez,* E. Ortiz, P. Quintana, R. D. Gonzalez. Colloids and Surfaces A: Physicochem. Eng. Aspects, 300 (2007), 3–10.
- Treatment of Parkinson disease: nanostructured sol-gel – dopamine reservoirs for controlled drug release in central nervous system. International Journal of Nanomedicine, 5 (2010), 1-13.
- Catalytic nanomedicine: A new field in antitumor treatment using supported platinum nanoparticles. In vitro DNA degradation and in vivo tests with C6 animal model on Wistar rats. European Journal of Medicinal Chemistry, 45 (2010), 1982-1990.

### Libros
- Nanotecnología y nanomedicina: la ciencia del futuro...hoy. Arkhé Ediciones.
- Nanomedicina catalítica: ciencia y cáncer. Arkhé Ediciones.

### Trabajos de divulgación
- "El mundo mágico del vidrio". Colección La Ciencia desde México. Fondo de Cultura Mexicana.[14]
- “Psst, psst, tú, ¿sabes qué son los cristales? Cuentos infantiles”.[15] (Sociedad Mexicana de Cristalografía, 2000)
- “El amor en los tiempos de la contaminación”[16] Colección La Ciencia desde México (Fondo de Cultura Económica, 2004).
- “El despertar de la epilepsia” (Universidad Autónoma Metropolitana, 2006)

### Material educativo para público infantil
- El estado sólido (audiovisual, 1984)
- La química, brujería... ¿o qué? (audiovisual, 1995)
- Cristalografía para niños” (audiovisual, 1998)
- Taller de cristalografía para niños (1999)
- Los tres estados de la materia (obra de teatro y audiovisual, 2003)
- Taller interactivo para niños: El enigma del ingenioso artefacto llamado cerebro (2006)

## Patentes
- Procedimiento para la preparación de catalizadores platino-estaño soportados en alúmina, para la transformación de hidrocarburos. En trámite en Secofi. Núm. de registro 32438, expediente 934307430/1993. 16 de julio de 1993.[17]
- Procedimiento para la preparación de catalizadores de rutenio sílice y rutenio alúmina. Tessy López, Ricardo Gómez, Octavio Novaro. En trámite en Secofi. Núm. de registro 34758, expediente 9347139/1993. 4 de agosto de 1993.[18]
- Procedimiento para la preparación de catalizadores litio, samario y praseodimio soportados en magnesia para la transformación de metano. Tessy López, Ricardo Gómez, Octavio Novaro. En trámite en Secofi. Expediente 937962/1993. 15 de diciembre de 1993.[19]
- Procedimiento para la preparación de catalizadores de platino y rodio soportados en titania para la oxidación de monóxido de carbono y reducción de óxidos de nitrógeno. Tessy López, Ricardo Gómez, Octavio Novaro. Solicitud de Patente Secofi. 25 de mayo de 1994.[20]
- Procedimiento para la preparación de catalizadores de platino-circonia-sílice, para la transformación de hidrocarburos. Tessy López, Ricardo Gómez y Octavio Novaro. En trámite. Solicitud de patente Secofi 948104. 20 de octubre de 1994.[21]
- Procedimiento para la obtención de un catalizador de craqueo catalítico. Tessy López, Ricardo Gómez. Proyecto CYTED-D. Certificado de invención. País otorgante: España. Depositarios: México, Brasil, Venezuela, España y Argentina.
- Sol-gel nanostructured titania reservoirs for use in the controlled release of drugs in the central nervous system. Tessy López - UAM. PCT No. WO/2007/141590 A1 (Despacho de patentes: Uhthoff y Gómez Vega, 2006).[22][23]
- Sol-gel nanostructured and biocompatible platinum-titania and platinum-silica biocatalysts nanostructured and biocompatible for use in cancer treatment. Tessy López - UAM. PCT No. PCT/IB2009/006079. (Despacho de patentes: Uhthoff y Gómez Vega 2009).[24]